# Pegasfiskar
Havsdrakar eller Pegasfiskar (Pegasidae) är en familj av fiskar tillhörande ordningen spiggartade fiskar bland benfiskarna.
De har kroppen helt täckta av plåtar, nosen långt utdragen, liten på undersidan belängen mun och stora, horisontalt utbredda, fallskärmslika, med flera taggstrålar försedda bröstfenor.
Ett fåtal arter, av mycket ringa storlek, lever i Indiska Oceanen och västra Stilla havet.
Familjens arter fördelas på två släkten:
- Eurypegasus, 2 arter
- Pegasus, 3 arter